# Jodey Arrington

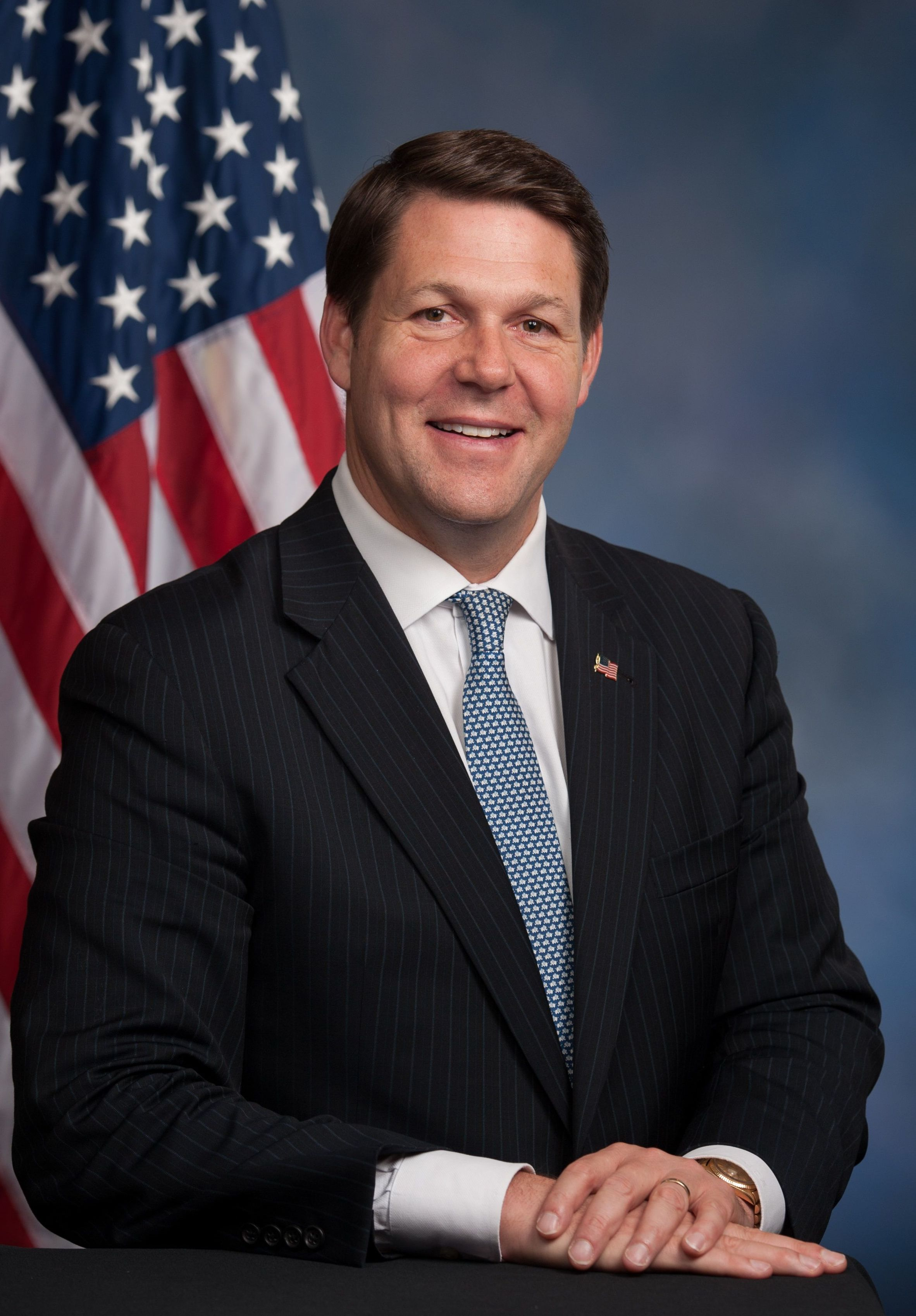
Jodey Arrington (2017)

Jodey Cook Arrington (* 9. März 1972 in Plainview, Texas) ist ein US-amerikanischer Politiker. Seit dem 3. Januar 2017 vertritt er den 19. Distrikt des Bundesstaates Texas im US-Repräsentantenhaus.

## Werdegang
Jodey Arrington absolvierte die Plainview High School in Texas und studierte danach bis 1997 die Fächer politische Wissenschaften und öffentliche Verwaltung an der Texas Tech University. Beruflich arbeitete er unter anderem als Stabschef des Präsidenten der Federal Deposit Insurance Corporation. Bis heute leitet er die Firma Scott Laboratories, Incorporated.
Politisch schloss er sich der Republikanischen Partei an. Er fungierte als Berater von George W. Bush sowohl während dessen Zeit als Gouverneur von Texas als auch während der Präsidentschaft von Bush. Im Jahr 2014 kandidierte er erfolglos für den Staatssenat. Bei den Kongresswahlen des Jahres 2016 wurde Arrington im 19. Wahlbezirk von Texas ohne einen demokratischen Gegenkandidaten in das US-Repräsentantenhaus in Washington, D.C. gewählt, wo er am 3. Januar 2017 die Nachfolge von Randy Neugebauer antrat, der 2016 nicht mehr kandidiert hatte. Nach bisher vier Wiederwahlen in den Jahren 2018, 2020, 2022 und 2024 kann er sein Amt bis heute ausüben. Seine aktuelle Legislaturperiode läuft bis zum 3. Januar 2027.

## Verhalten um die Anfechtung der Wahl 2020
Arrington gehörte zu den Mitgliedern des Repräsentantenhauses, die bei der Auszählung der Wahlmännerstimmen bei der Präsidentschaftswahl 2020 für die Anfechtung des Wahlergebnis stimmten. Präsident Trump hatte wiederholt propagiert, dass es umfangreichen Wahlbetrug gegeben hätte, so dass er sich als Sieger der Wahl sah. Für diese Behauptungen wurden keinerlei glaubhafte Beweise eingebracht. Der Supreme Court wies eine entsprechende Klage mit großer Mehrheit ab, wobei sich auch alle drei von Trump nominierten Richter gegen die Klage stellten.